# Ninja Gaiden 3
Ninja Gaiden 3 è un videogioco d'avventura dinamica del 2012 per PlayStation 3 e Xbox 360. Parte della serie Ninja Gaiden, è stato sviluppato da Team Ninja e distribuito dal Koei Tecmo. Si tratta del sequel di Ninja Gaiden 2 ed è anche il primo gioco della serie ad essere sviluppato senza la supervisione di Tomonobu Itagaki, leader storico di Team Ninja. Il gioco esplora il lato umano ed oscuro di Ryu. La trama ruota attorno alla spada dell'Arcidiavolo del precedente capitolo.

## Modalità di gioco
Il gameplay mantiene lo stesso stile della serie, pur introducendo nuove caratteristiche e migliorie. Una di esse è "acciaio contro ossa", un'azione veloce di gioco in cui il giocatore è in grado di tagliare il corpo di un avversario in una sequenza al rallentatore; in questa particolare azione tuttavia, il giocatore deve usare il giusto tempismo, altrimenti l'avversario potrà contrattaccare efficacemente. Altra novità riguarda l'arrampicata kunai, che permetta a Ryu di scalare alcune parete utilizzando due kunai (pugnali da lancio), che possono essere usati per attaccare nemici posizionati alla fine della sporgenza che si sta scalando. In altre situazioni invece, il giocatore può sfruttare la furtività per uccidere i nemici con un singolo colpo senza essere scoperto. Quando i nemici vengono colpiti spesso imprecano e inveiscono contro il protagonista, e in seguito alla rimozione dello smembramento e decapitazione in questo titolo della serie per scemare la violenza del gioco, i nemici semplicemente sanguinano e diventano più deboli.
Una nuova mossa in scivolata è stata aggiunta, andando a sostituire la tecnica del Vento avverso dei giochi precedenti (la schivata sarà comunque un potenziamento acquistabile); con essa è possibile scivolare attraverso passaggi stretti oppure attaccare i nemici. La tecnica Finale è stata leggermente modificata ai fini della trama: quando Ryu uccide un numero specifico di nemici, il suo braccio inizia a brillare di un rosso acceso e il giocatore può caricare la tecnica per colpire un alto numero di nemici.
A differenza dei titolo precedenti, l'HUD appare sullo schermo solamente quando Ryu sta combattendo. I negozi di Muramasa non sono più presenti e le armi di Ryu diventano disponibili in determinati punti della storia. Le armi da gittata e lancio disponibili sono gli shuriken e un arco che può essere potenziato in seguito, entrambe con munizioni infinite. Ad eccezione degli scarabei dorati da collezionare, non sono presenti altri oggetti da raccogliere. Le statue del drago che servivano a salvare il gioco sono state sostituite con un falco che si appoggia sul braccio di Ryu e vola via, presente in determinati punti del gioco, e che ricarica anche la barra della salute del protagonista. I ninpo sono stati rivisti: nella modalità singola, Ryu può usare un solo ninpo, l'Arte dell'inferno, che gli permette di trasformarsi un dragone di fuoco e uccidere tutti i nemici sullo schermo, oltre che curare la sua salute. Nella modalità multiplayer è invece presente l'Arte del vuoto pungente.
La versione per PlayStation 3 permette l'utilizzo di PlayStation Move per combattere i nemici.

## Trama

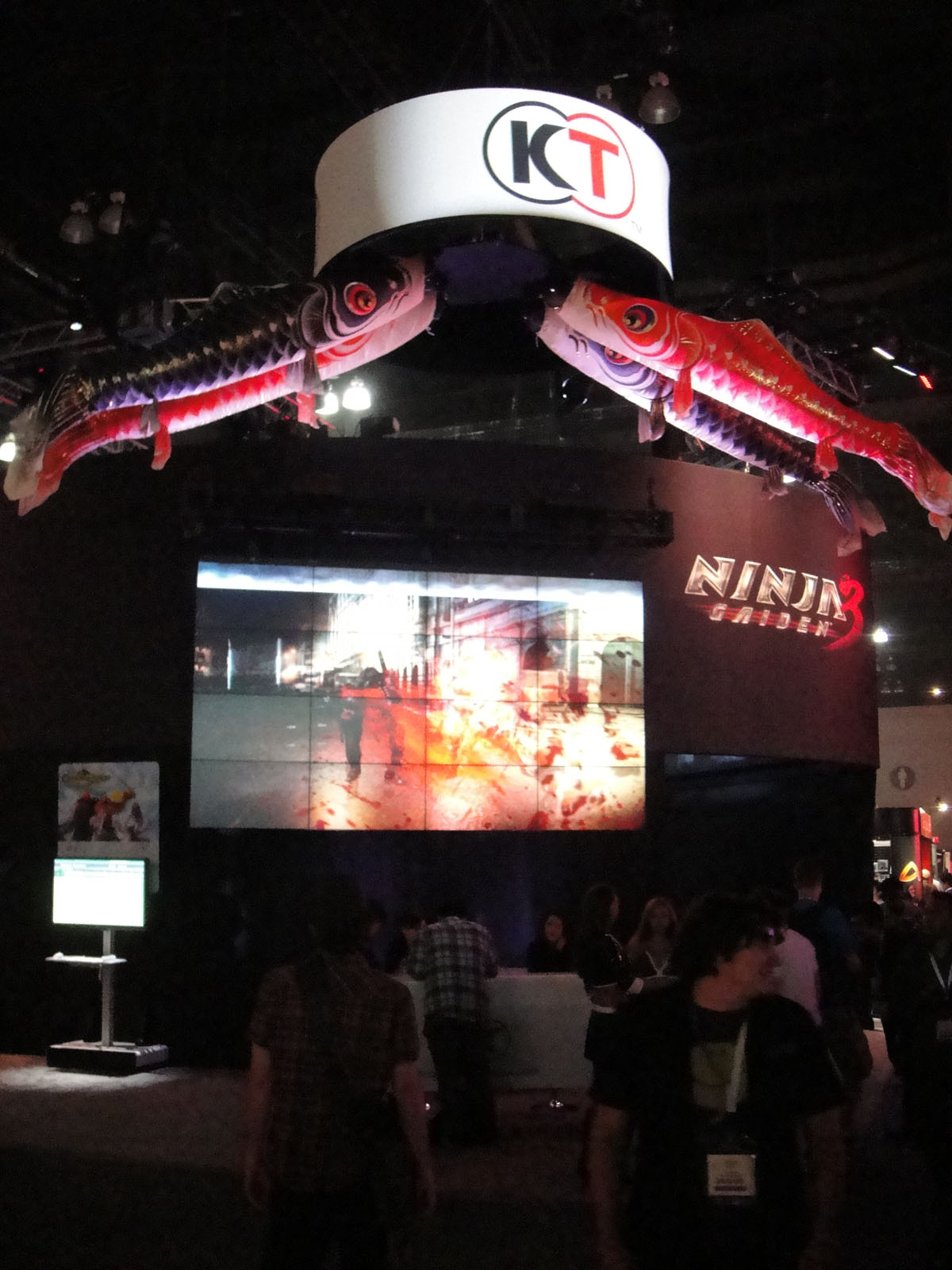
Presentazione del videogioco

Ninja Gaiden 3 è ambientato pochi mesi dopo gli eventi di Ninja Gaiden 2 ed è strutturato in giorni. Nel prologo Ryu Hayabusa viene contattato dal segretario del Ministero della Difesa giapponese Ishigami, accompagnato da un membro della JASDF, Mizuki McCloud, i quali comunicano al ninja che il primo ministro britannico è stato preso prigioniero da un nuovo gruppo di terroristi.
In Giorno 1- Londra, Regno Unito, Ryu, sotto la guida di Mizuki, si infiltra nella casa del primo ministro, solo per vedere un uomo incappucciato ucciderlo. Quest'uomo, che si identifica come il Reggente della Maschera, un potente alchimista e spadaccino, lancia su Ryu una maledizione slavica: la Morsa dell'Assassino, che fonde la Spada del Drago con il suo braccio e fa vivere a Ryu il dolore di tutte le persone che ha ucciso nel corso degli anni. Hayabusa è così costretto a scoprire la vera identità del Reggente, che nel frattempo ha dichiarato guerra al mondo. In seguito il ninja si dirige sulla nave JSDF Yunagi, dove Mizuki lo informa di aver trovato il segnale di origine della trasmissione del Reggente.
In Giorno 2 - Città abbandonata, Rub' al Khali, Ayane fa visita a Ryu, prestandogli la Jinran-maru, la lama di Hayate, essendo il ninja privo di una spada. Nella città in rovina appare nuovamente il Reggente della Maschera, il quale informa Ryu che la Morsa dell'Assassino ha sfruttato il potere malvagio della Spada del Drago e che senza la maledizione si espanderà in tutto il corpo, uccidendolo. Il ninja prova ad attaccarlo ma scopre che è solo un miraggio e si trova a combattere un elicottero armato. Dopo essere ritornato sulla Yunagi, il protagonista incontra Kana, la figlia di Mizuki, e Cliff Higgins, cognato di Mizuki e scienziato collaboratore della JSDF. Quest'ultimo rivela che il gruppo di terroristi è chiamato Lords of Alchemy (LOA) e Ryu si dirige verso una loro base nell'Isola di Abysmo.
In Giorno 3 - Isola di Abysmo, Oceano Indiano, Ryu si infiltra in un laboratorio dei LOA, in cui incontra nuovamente il Reggente che libera contro il ninja un tirannosauro clonato e geneticamente modificato. Dopo averlo sconfitto, Ryu scopre che Mizuki è stata rapita dalla corporazione, ma dopo averla liberata quest'ultima gli spara dei tranquillanti.
In Giorno 4 - Laboratorio LOA, Isola di Abysmo, Ryu si trova questa volta in un programma di simulazione virtuale con Lovelace, una scienziata che lavora per la multinazionale. In questa simulazione è possibile essere ferito o morire e Ryu è costretto a rivivere alcuni momenti del suo passato: il dirigibile per entrare a Vigoor in Ninja Gaiden, il negozio di Muramasa in Tokyo in Ninja Gaiden 2 e lo scontro con il Reggente del primo giorno. Il ninja riesce però a mandare in tilt la simulazione e a sfondare la parete della camera di contenimento, avviandosi alla ricerca di Kana. Dopo aver trovato anche Mizuki, costretta precedentemente a sedare Ryu perché sua figlia era prigioniera, i tre sono confrontati dal Reggente, che spinge Lovelace in una vasca in cui è presente l'Uovo di Dio, un prototipo per la creazione di una divinità. La scienziata si fonde con esso e viene mutata in un essere mostruoso che Ryu è costretto a sconfiggere. Dopo essere fuggiti dall'isola, Ryu si dirige solo al villaggio del suo clan.
In Giorno 5 - Villaggio Hayabusa, Giappone, Ryu visita il cimitero del clan, in cui è sepolto Genshin. Lì prende la sua spada, la Lama dell'Arcidemone, e si avvia verso il suo villaggio ma viene attaccato dai ninja del clan del Ragno Nero. A causa della sua maledizione finisce per svenire alle porte del villaggio e fortunatamente viene trovato da Sanji. La sacerdotessa Momiji esamina il suo braccio e decide di accompagnarlo da suo padre Joe, situato in un eremo fuori dal villaggio. Durante il viaggio, Ryu e Momiji vengono attaccati dalla strega Obaba, ritornata misteriosamente in vita. Una volta raggiunto Joe, egli spiega che l'anatema è basato sulla legge karmica, a causa di tutti gli omicidi commessi dal clan Hayabusa con la spada. A fine giornata Ryu ritorna sulla Yunagi.
In Giorno 6 - Pianura Howard Phillips, Antartide, Ryu si dirige ad un laboratorio segreto in Antartide, accompagnato da Cliff, in cui è costretto a combattere un clone malvagio di sé stesso. Alla fine del combattimento Cliff rivela di essere un membro dei LOA e nipote del capo dell'organizzazione: Ashtear Higgins. I due però riescono a fuggire e Ryu viene salvato da Ishigami.
In Giorno 7 - Black Narwhal, Oceano Pacifico, Ryu e Mizuki si dirigono verso la flotta americana in cui è presente la nave Black Narwhal. Dopo essersi infiltrato nella nave, è costretto a combattere contro Ashtear e la sua corazza robotica. Poco prima di ucciderlo, viene a sapere i piani in serbo per Kana, che verrà fusa con l'Uovo di Dio al fine di creare un essere supremo in mano ai Loa: la Dea. Ryu ritrova e combatte contro il Reggente, che si rivela essere Theodore Higgings, padre della bambina, controllato attraverso la maschera da Cliff. Kana diventa così un essere divino di dimensioni enormi e con il pugno la Spada del Drago, che può impugnare grazie al sangue estratto da Hayabusa nel laboratorio il terzo giorno.
In Giorno 8 - Tokyo, Giappone, Kana ritorna a Tokyo, distruggendo la città e alzando una barriera per proteggersi dagli attacchi. Cliff diventa a sua volta una creatura mostruosa che attacca Ryu e Mizuki, solo per essere ucciso poco dopo da Theodore, fino ad allora creduto morto il giorno prima. Lui e Ryu si dirigono verso la Dea, ma prima di arrivare da lei Theodore tradisce Ryu, dicendo che per lui è impossibile lasciarlo uccidere sua figlia. I due combattono e Theodore viene sconfitto, ma poco prima di morire rimuove la maledizione da Ryu, dicendo che è il suo atto di pentimento. Ryu affronta la Dea e durante il combattimento la Lama dell'Arcidemone e la Spada del Drago della Dea vengono a contatto. Lo scontro distrugge la spada che fu di Genshin e frantuma l'enorme Spada del Drago nelle mani della Dea, facendo ricomparire la vera Spada del Drago nella sua naturale forma. Il ninja impugna la sua spada e vi unisce l'Occhio del Drago, ottenendo la Spada del Drago autentica, con cui uccide la Dea. Kana ritorna sana e salva da Mizuki e Ryu parte all'orizzonte.

## Personaggi
- Ryu Hayabusa, ninja del clan Hayabusa, afflitto dalla Morsa dell'Assassino. La sua arma principale è la Spada del Drago, utilizzabile nel primo giorno. In seguito viene sostituita dalla Jinran-maru di Hayate (dal secondo al quarto giorno) e dalla Lama dell'Arcidemone del defunto Genshin (quarto in poi). A distanza utilizza shuriken e arco, mentre i ninpo disponibili sono l'Arte del vero inferno (solo modalità storia) e l'Arte del vuoto pungente (solo modalità online). Tramite DLC sono resi disponibili gli Artigli del Falco e la Falce dell'eclisse.
- Reggente della Maschera, potente alchimista dal viso coperto.
- Ken Ishigami, agente del ministero e capo di Mizuki.
- Mizuki McCloud, agente speciale dell'aviazione giapponese e madre adottiva di Kana.
- Cliff Higgins, scienziato del Ministero della Difesa giapponese e cognato di Mizuki.
- Lovelace, scienziata che lavora per la multinazionale LOA.
- Ayane, ninja del clan Mugen Tenshin e alleata di Ryu.
- Momiji, miko e kunoichi del clan Hayabusa.
- Ashtear Higgins, presidente della multinazionale LOA.
- Kana, figlia Saya, sorella di Mizuki, e di Theodore, fratello di Cliff, entrambi deceduti.

## Sviluppo
Il videogioco è stato annunciato in un evento privato al Tokyo Game Show del 2010, con una sola immagine mostrata, cioè una raffigurazione di Ryu che si toglie la maschera sporca di sangue.
La posizione di produttore è passata al capo del Team Ninja Yōsuke Hayashi in seguito all'abbandono di Tomonobu Itagaki, e ciò ha portato a diverse differenze rispetto al predecessore Ninja Gaiden 2.
La storia del gioco è stata scritta da Masato Katō, già sceneggiatore e designer dell'originale trilogia Ninja Gaiden per NES e ed è focalizzata sul lato umano di Ryu. Gli elementi fantasy del gioco sono stati ridotti drasticamente e l'antagonista principale è un'organizzazione terroristica internazionale e non più demoni e mostri come nei capitoli precedenti. Anche l'ambientazione è stata resa più tetra per armonizzarsi con la storia, con frequenti dialoghi tra i personaggi per mostrare i diversi lati emotivi di Ryu. Hayashi indicò anche che un personaggio della vecchia trilogia avrebbe avuto un cameo, cioè Robert T. Sturgeon, personaggio di Shadow Warriors II: The Dark Sword of Chaos.
La possibilità di smembrare dei nemici, apparsa nei titoli precedenti, fu rimossa perché il team di sviluppo la ritenne ormai una caratteristica sorpassata. All'E3 del 2011, fu rivelata una nuova modalità online cooperativa e competitiva in cui era possibile giocare fino ad otto giocatori.

## Distribuzione
Insieme a Ninja Gaiden 3 è stata distribuita una demo di Dead or Alive 5 con quattro personaggio giocabili: nella versione Xbox 360 erano giocabili Hayabusa e Hitomi, mentre in quella per PlayStation 3 Hayate e Ayane. Un'edizione speciale, Ninja Gaiden 3 Collector's Edition, disponibile da GameStop e EB Games in vari paesi, includeva un artbook, un CD di soundtrack e il codice per la demo completa di Dead or Alive 5.
Tre DLC furono distribuiti gratuitamente nell'aprile 2012, aggiungendo due armi (Falce dell'eclisse e Artigli del falco), la possibilità di modificare l'armatura e l'elmo di Ryu, e introducendo una nuova modalità, le Prove ninja.

## Accoglienza
Ninja Gaiden 3 ricevette recensioni mediocri, con la critica generale che il gioco fosse stato troppo semplificato rispetto a quelli della serie. Secondo GameRankings e Metacritic la valutazione per la versione Xbox 360 era del 55.00% e 58/100, mentre per la PlayStation 3 del 54.27% e 58/100.
Altre recensioni furono positive, come quella dell'Official Xbox Magazine che diede il punteggio di 8 su 10, lodando il combattimento e la grafica ma criticando la semplificazione e il finale. La versione britannica del PlayStation Official Magazine diede invece un  7 su 10. Computer and Video Games un 8 su 10.
Al contrario, GameSpot un 5.5 su 10, definendolo "un gioco d'azione superficiale con poca della profondità e difficoltà della serie". IGN diede un 3 su 10, chiamandolo un "disastro tecnico".
La rivista Play Generation diede alla versione per PlayStation 3 un punteggio di 79/100, apprezzando alcuni scontri spettacolari, la realizzazione tecnica apprezzabile e la modalità multigiocatore online originale e come contro le poche armi, la telecamera ancora migliorabile e la struttura un po' piatta, finendo per trovarlo divertente anche se un po' ripetitivo alla lunga ma buono nel comparto tecnico e apprezzabili le sue opzioni online.

## Ninja Gaiden 3: Razor's Edge
Una nuova versione del videogioco fu distribuita inizialmente per Wii U nel 2012 e per PlayStation 3 e Xbox 360 nel 2013.